# Lellingeria shaferi
Lellingeria shaferi är en stensöteväxtart som först beskrevs av William Ralph Maxon, och fick sitt nu gällande namn av Alan Reid Smith och R. C. Moran. Lellingeria shaferi ingår i släktet Lellingeria och familjen Polypodiaceae. Inga underarter finns listade.